# Jacek Michałowski

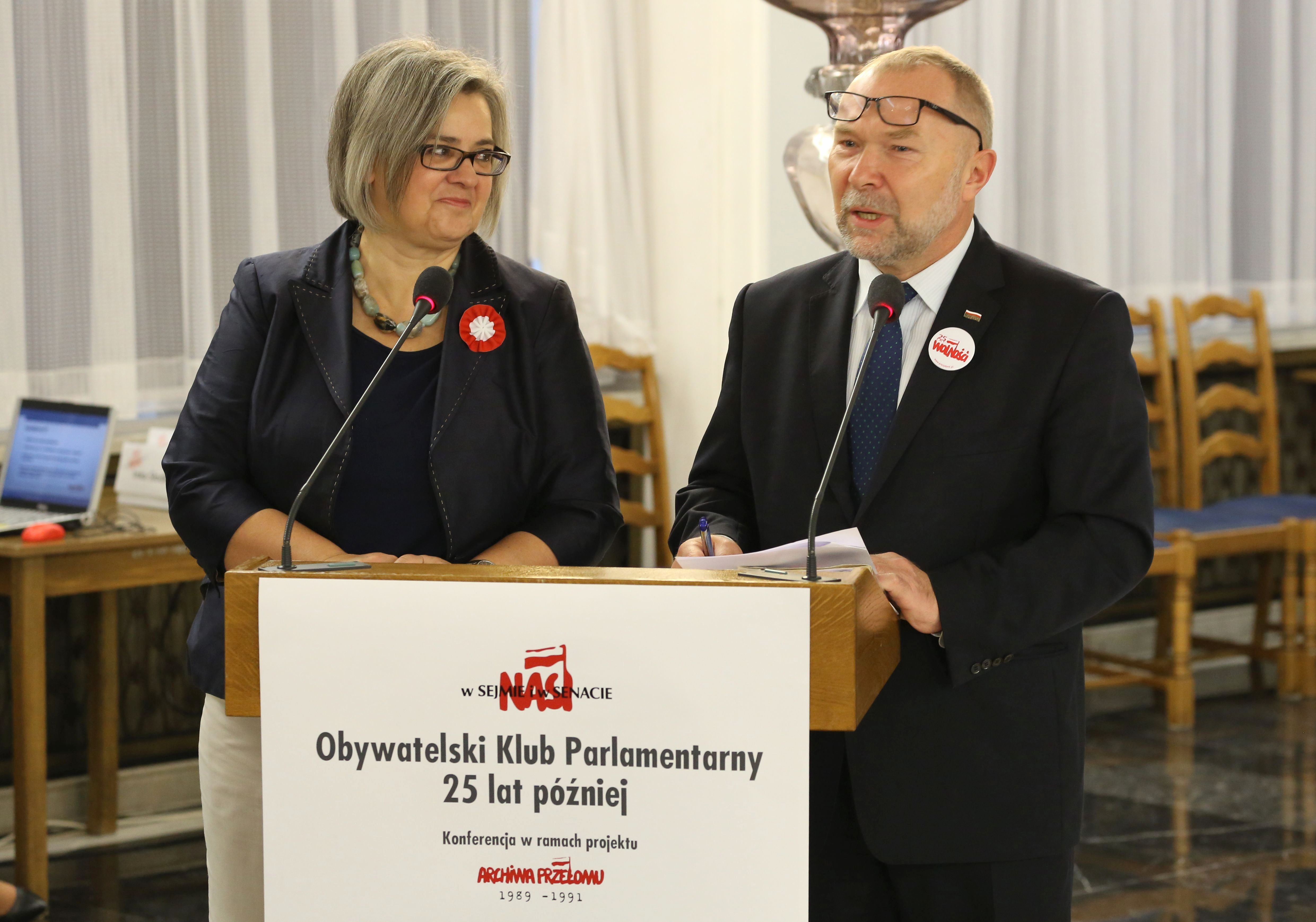
Z Ewą Polkowską podczas konferencji Nasi w Sejmie i Senacie – Obywatelski Klub Parlamentarny 25 lat później w Sejmie (2014)

Jacek Maria Michałowski (ur. 8 grudnia 1955 w Warszawie) – polski urzędnik państwowy, działacz społeczny, w latach 2010–2015 szef Kancelarii Prezydenta RP.

## Życiorys
Ukończył studia w Instytucie Psychologii Uniwersytetu Warszawskiego. W 1975 został członkiem Klubu Inteligencji Katolickiej w Warszawie. W drugiej połowie lat 70. zaangażował się w działalność opozycyjną. Był współpracownikiem Komitetu Obrony Robotników i następnie Komitetu Samoobrony Społecznej „KOR”. W latach 80. pracował jako psycholog w warszawskim Ośrodku Zdrowia Psychicznego Synapsis. W 1980 wstąpił do „Solidarności”, był sekretarzem komisji zakładowej związku, po wprowadzeniu stanu wojennego współpracował z niejawnymi strukturami związku.
W 1989 został doradcą wiceprzewodniczącego OKP, brał udział w kampanii prezydenckiej Tadeusza Mazowieckiego. Od 1989 do 1998 zajmował stanowisko dyrektora Biura Studiów i Analiz Kancelarii Senatu RP. Pełnił też funkcję doradcy wicemarszałka Andrzeja Wielowieyskiego. Następnie przez dwa lata był dyrektorem generalnym Kancelarii Prezesa Rady Ministrów Jerzego Buzka. W 2000 został dyrektorem programowym Polsko-Amerykańskiej Fundacji Wolności. W 2008 wszedł w skład rady redakcyjnej dwumiesięcznika „Nowa Europa Wschodnia”.
10 kwietnia 2010 wykonujący obowiązki prezydenta RP Bronisław Komorowski powołał go na stanowisko sekretarza stanu w Kancelarii Prezydenta RP oraz powierzył mu pełnienie obowiązków szefa Kancelarii Prezydenta RP, a postanowieniem z 6 lipca tego samego roku mianował go z dniem 7 lipca szefem tego urzędu. 7 sierpnia 2015 został odwołany ze stanowiska szefa KPRP.
W 2015 został prezesem zarządu Edukacyjnej Fundacji im. prof. Romana Czerneckiego. Powoływany w skład rad Fundacji Instytut Bronisława Komorowskiego oraz Fundacji Inna Przestrzeń.

## Ordery i odznaczenia
- Krzyż Komandorski Orderu Odrodzenia Polski (2015)[7]
- Krzyż Kawalerski Orderu Odrodzenia Polski (2006)[8]
- Złoty Krzyż Zasługi (2005)[9]
- Komandor Orderu Trzech Gwiazd (Łotwa, 2012)[10]
- Komandor Orderu Świętego Karola (Monako, 2012)[11]
- Komandor z Gwiazdą Orderu Zasługi (Norwegia, 2012)[12]
- Order Krzyża Ziemi Maryjnej II klasy (Estonia, 2014)[13]
- Krzyż Wielki Orderu Zasługi Republiki Włoskiej (2014)[14]